# Cratere Zenone
Zenone (o Zeno) è un cratere lunare intitolato al filosofo ellenistico Zenone di Cizio. È posizionato vicino al lato nordoccidentale della Luna. Si estende a est-sudest del cratere Mercurio. Più a est di Zenone, lungo il bordo, si trova il ben formato cratere Boss.
Il bordo di Zenone è leggermente distorto ed ha ricevuto qualche erosione da impatto. C'è una depressione nella superficie contigua al bordo orientale che forma una sporgenza. Piccoli crateri si estendono sul bordo meridionale e sulla parte interna della parete settentrionale. Il cratere 'Zenone B' è contiguo alla parte esterna del bordo sudoccidentale, ed il distorto 'Zenone A' è a sua volta legato al bordo occidentale di 'Zenone B'.

## Crateri correlati
Alcuni crateri minori situati in prossimità di Zeno sono convenzionalmente identificati, sulle mappe lunari, attraverso una lettera associata al nome.
| Zeno | Latitudine | Longitudine | Diametro |
| ---- | ---------- | ----------- | -------- |
| A    | 44,5° N    | 70,0° E     | 44 km    |
| B    | 44,0° N    | 71,0° E     | 37 km    |
| D    | 45,0° N    | 71,2° E     | 29 km    |
| E    | 41,7° N    | 70,8° E     | 18 km    |
| F    | 42,4° N    | 80,0° E     | 17 km    |
| G    | 43,9° N    | 73,1° E     | 11 km    |
| H    | 41,4° N    | 74,4° E     | 17 km    |
| J    | 44,2° N    | 76,3° E     | 13 km    |
| K    | 42,8° N    | 66,6° E     | 18 km    |
| P    | 43,4° N    | 66,1° E     | 11 km    |
| U    | 42,5° N    | 68,8° E     | 16 km    |
| V    | 43,0° N    | 69,3° E     | 22 km    |
| W    | 43,3° N    | 67,6° E     | 10 km    |
| X    | 43,6° N    | 76,9° E     | 17 km    |